# Monasterio de Vega
Monasterio de Vega ist ein nordspanisches Dorf und Hauptort einer Gemeinde (municipio) mit 79 Einwohnern (Stand: 2024) in der Provinz Valladolid in der Autonomen Gemeinschaft Kastilien-León. 

## Lage und Klima
Monasterio de Vega liegt in der Region Tierra de Campos auf der kastilischen Hochebene in einer Höhe von ca. 765 m. Die Provinzhauptstadt Valladolid befindet sich mit ihrem Stadtzentrum etwa 70 Kilometer (Fahrtstrecke) südsüdöstlich. 
Das Klima im Winter ist durchaus kalt, im Sommer dagegen warm bis heiß; die eher spärlichen Regenfälle (ca. 550 mm/Jahr) fallen überwiegend im Winterhalbjahr.

## Bevölkerungsentwicklung
| Jahr      | 1970 | 1981 | 1991 | 2001 | 2011 | 2021 |
| Einwohner | 257  | 162  | 110  | 114  | 101  | 79   |

## Sehenswürdigkeiten

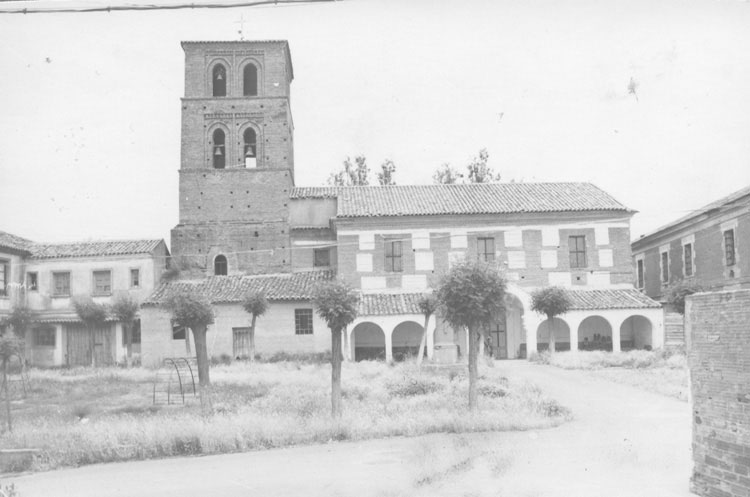
Andreaskirche
- früherer Konvent

- Andreaskirche